# Filippo Messori
Filippo Messori (Modena, 12 novembre 1973) è un ex tennista italiano.

## Carriera
Come singolarista ha vinto tre titoli Futures in carriera, di cui uno su terra rossa nel 1999 e gli altri due su cemento nel 2000.
Specialista del doppio, nei tornei dello Slam vanta un terzo turno all'Open di Francia del 1997 dove in coppia con Cristian Brandi viene sconfitto dalla testa di serie numero 2 del seeding Jacco Eltingh e Paul Haarhuis. Vanta inoltre il secondo turno a Wimbledon nel 1997 e all'Australian Open del 1998. Agli US Open, nella sua unica partecipazione del 1997, non è andato oltre il primo turno.
Nel 1997 raggiunge la finale di singolare agli Assoluti, disputati a Milano, dove viene sconfitto da Stefano Pescosolido con il punteggio più severo (6-0, 6-0) nella storia delle finali della manifestazione.
La sua maggiore vittoria arriva nel 1997 agli Internazionali di Tennis di San Marino dove in coppia con Cristian Brandi conquista il titolo superando in finale Brandon Coupe e David Roditi per 7-5, 6-4. In carriera raggiunge anche due finali, a Estoril nel 1997 in coppia con Andrea Gaudenzi e a Casablanca nel 1998 in coppia con Brandi.
Nei tornei minori vanta sei Challenger e otto Futures.

## Statistiche

### Doppio

#### Vittorie (1)
| Legenda                          |
| Grande Slam (0)                  |
| ATP Tour World Championships (0) |
| ATP Super 9 (0)                  |
| ATP Championship Series (0)      |
| ATP World Series (1)             |

| Numero | Data           | Torneo                                             | Superficie  | Compagno        | Avversari in finale        | Punteggio |
| 1.     | 10 agosto 1997 | Internazionali di Tennis di San Marino, San Marino | Terra rossa | Cristian Brandi | Brandon Coupe David Roditi | 7–5, 6–4  |

#### Finali perse (2)
| Legenda                                                     |
| Grande Slam (0)                                             |
| ATP Tour World Championships / Tennis Masters Cup (0)       |
| ATP Super 9 / Tennis Masters Series (0)                     |
| ATP Championship Series / ATP International Series Gold (0) |
| ATP World Series / ATP International Series (2)             |

| Numero | Data           | Torneo                           | Superficie  | Compagno        | Avversari in finale               | Punteggio |
| 1.     | 14 aprile 1997 | Estoril Open, Oeiras             | Terra rossa | Andrea Gaudenzi | Gustavo Kuerten Fernando Meligeni | 2-6, 2-6  |
| 2.     | 30 marzo 1998  | Grand Prix Hassan II, Casablanca | Terra rossa | Cristian Brandi | Andrea Gaudenzi Diego Nargiso     | 4-6, 6-7  |